# Trybunał inkwizycji w Grenadzie
Trybunał inkwizycji w Grenadzie – jeden z trybunałów inkwizycji hiszpańskiej, mający swą siedzibę w Grenadzie. Działał w latach 1526–1820 (z przerwą 1808–1814).

## Historia

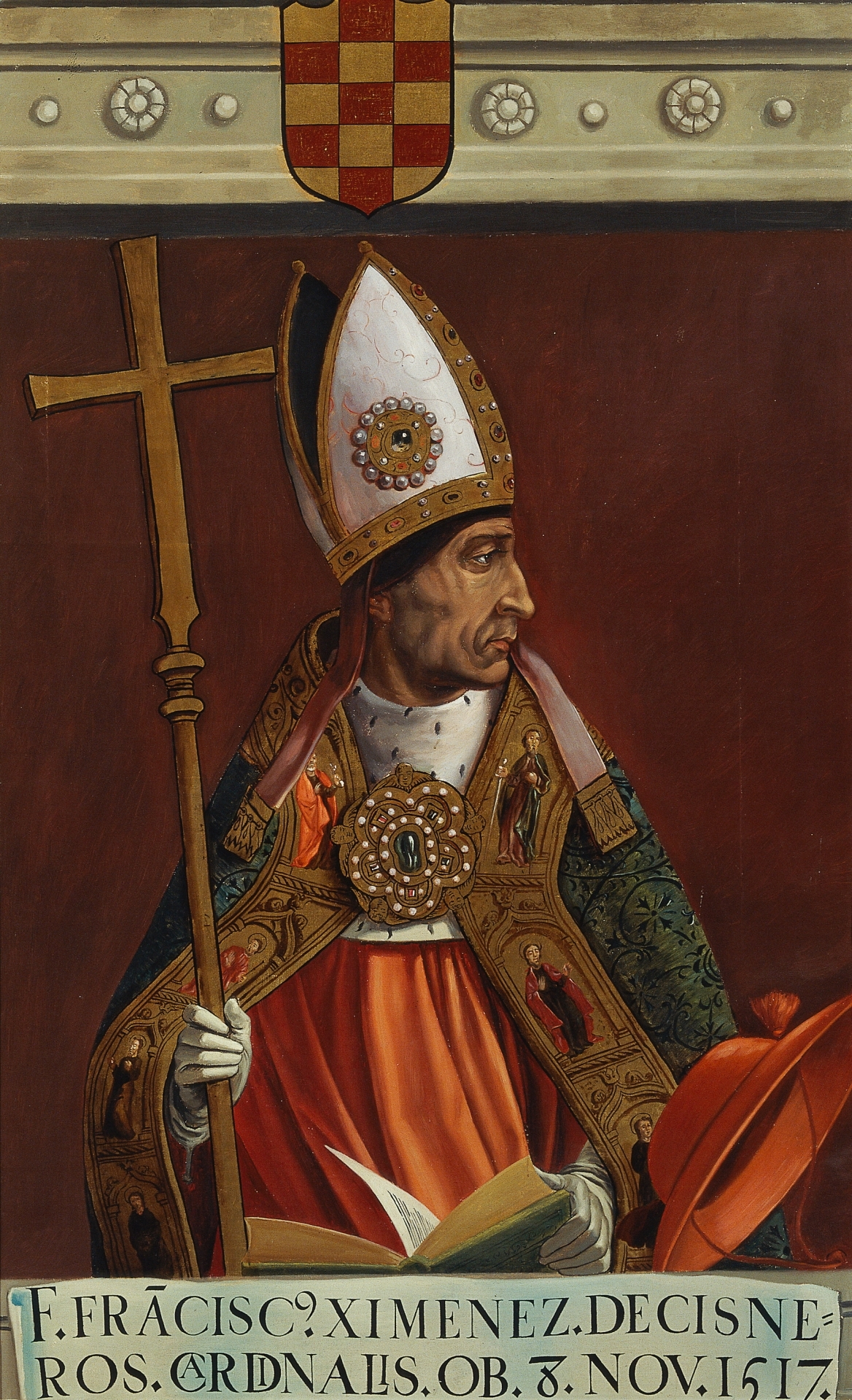
Kardynał Francisco Jiménez de Cisneros

Kiedy w 1480 monarchowie Ferdynand II Aragoński i Izabela I Kastylijska utworzyli hiszpańską inkwizycję w celu sądzenia konwertytów z judaizmu podejrzewanych o potajemne praktykowanie swej dawnej wiary (tzw. marranów), Grenada pozostawała stolicą ostatniego muzułmańskiego emiratu na Półwyspie Iberyjskim. Podbita została dopiero w 1492. Blisko połowę mieszkańców emiratu stanowili muzułmanie, którym w układzie kapitulacyjnym zagwarantowano swobodę wyznania. Jednakże już po kilku latach władze hiszpańskie zaczęły odchodzić od polityki tolerancji. Wprawdzie arcybiskup Grenady Hernando de Talavera opowiadał się za stopniowym, pokojowym nawracaniem muzułmanów, jednak cieszący się poparciem monarchów arcybiskup Toledo Francisco Jiménez de Cisneros od 1499 realizował politykę masowych chrztów. Polityka ta doprowadziła do buntu, po którego stłumieniu w 1502 wszyscy muzułmanie w królestwie Kastylii zostali zobowiązani do przyjęcia chrztu lub wyjazdu z Hiszpanii. Zarazem jednak zagwarantowano im egzempcję spod jurysdykcji inkwizycji na okres 40 lat.
W tym samym czasie (1499/1500) podjęto pierwszą próbę zorganizowania w Grenadzie trybunału inkwizycyjnego, ale wówczas plany te nie zostały zrealizowane. W 1500 terytorium dawnego emiratu Grenady podporządkowano trybunałowi z Jerez de la Frontera, następnie (1502) przeszło pod jurysdykcję trybunału z Jaen, ale krótko potem (ok. 1503) znalazło się pod władzą trybunału z Kordoby. W 1506 inkwizytor Kordoby Diego Rodriguez Lucero oskarżył o kryptojudaizm arcybiskupa Grenady Hernando Talaverę. W obronie arcybiskupa stanęli jednak król Ferdynand oraz papież Juliusz II, a cała ta sprawa doprowadziła do dymisji inkwizytora generalnego Diego Dezy (1507). Sam Lucero wkrótce też został zdymisjonowany i aresztowany za liczne nadużycia, choć ostatecznie potraktowano go łagodnie.
Trybunał inkwizycyjny w Grenadzie został ostatecznie utworzony w 1526 po rozwiązaniu trybunału z Jaen. Dotychczasowi inkwizytorzy Jaen otrzymali zadanie zorganizowania trybunału w Grenadzie. Pierwsza ceremonia auto da fe odbyła się w 1529. Do 1550 działalność tego trybunału pozostaje jednak mało znana z uwagi na brak dokumentacji.
Około roku 1550 głównym celem inkwizycji z Grenady stała się licznie zamieszkująca tereny dawnego emiratu społeczność morysków, czy dawnych muzułmanów, ochrzczonych przeważnie pod przymusem w latach 1499-1502. Byli oni w większości niechętni narzuconej im wierze i potajemnie praktykowali islam. Jednocześnie w 1542 wygasł im 40-letni okres ochronny ustanowiony w 1502 i odtąd inkwizycja coraz śmielej kontrolowała ich prawowierność. Mimo że represje wobec morysków miały raczej łagodny przebieg na tle wcześniejszych prześladowań marranów, były wystarczająco dotkliwe dla morysków, by wywołać ich bunt w 1568 (tzw. powstanie w Alpujarra). Rebelię stłumiono dopiero po kilku latach, a w odwecie całe grupy morsyków deportowano i rozproszono po reszcie Kastylii. Ostatecznie w latach 1609-1614 wszystkich morysków wygnano z Hiszpanii.
W XVII wieku głównym celem trybunału z Grenady byli tzw. „nowi chrześcijanie” z Portugalii. Po powstaniu Unii Iberyjskiej w 1580 wielu portugalskich chrześcijan żydowskiego pochodzenia wyjeżdżało do Hiszpanii, by prowadzić tam interesy lub by uchronić się przed prześladowaniami ze strony portugalskiej inkwizycji. „Nowych chrześcijan” podejrzewano bowiem powszechnie o potajemne praktykowanie judaizmu. Portugalscy konwertyci byli licznie skazywani podczas autos da fe w 1615, 1653 i 1672. Ostatnia większa seria procesów przeciwko nim odbyła się w latach 1715-1727.
Trybunał w Grenadzie został po raz pierwszy zniesiony wraz z pierwszym zniesieniem hiszpańskiej inkwizycji przez króla Józefa Bonaparte w okresie okupacji napoleońskiej. W 1814 działalność inkwizycji wznowiono, ale w 1820 zniesiono ją definitywnie.

## Obszar jurysdykcji
Jurysdykcja trybunału w Grenadzie obejmowała obszar dawnego emiratu Grenady. Pod względem kościelnym obejmował on diecezje Grenady, Almerii, Malagi i Guadix.

## Archiwum i statystyki wyroków
Archiwum trybunału w Grenadzie zaginęło po ostatecznym zniesieniu tego trybunału w 1820. Do hiszpańskiego Narodowego Archiwum Historycznego (AHN) trafiła jedynie dokumentacja skonfiskowanego wówczas majątku tego trybunału (zbiór Tribunal de la Inquisición de Granada), Głównym źródłem do badania historii grenadzkiego trybunału jest zatem jego korespondencja z Radą Najwyższej i Generalnej Inkwizycji w Madrycie, przechowywana w archiwum tej instytucji w AHN. W skład tej korespondencji wchodzą m.in. tzw. relaciones de causas despachadas, czyli doroczne raporty o zakończonych sprawach wysyłane Supremie przez lokalne trybunały od połowy XVI do końca XVII wieku. W przypadku Grenady zachowało się 79 takich raportów z lat 1560-1700, które dokumentują procesy 4157 osób, z których 33 skazano na śmierć i stracono, a 102 spalono jedynie in effigie. Z kolei w pierwszej połowie XVIII wieku (do 1746) odbyło się co najmniej 15 ceremonii autos da fe, w wyniku których 36 osób spalono, 47 spalono in effigie, a wobec 369 osób zapadły inne wyroki.
Dane powyższe nie są jednak wyczerpujące. W zachowanych relaciones de causas jest sporo luk, a w XVIII wieku nie wszystkie sprawy kończyły się wyrokami na autos da fe. Adelina Sarrión Mora, biorąc pod uwagę wszystkie dostępne źródła, podaje, że w latach 1560-1619 inkwizycja z Grenady przeprowadziła 3977 procesów, w latach 1620-1699 – 2817 procesów, a w latach 1700-1820 – 895 procesów. Udokumentowanych egzekucji in persona jest co najmniej 73 w wieku XVI i XVII oraz 36 w wieku XVIII.
Najgorzej udokumentowany jest najwcześniejszy okres (1526-1559). Zachowały się z niego jedynie relacje z czterech ceremonii autos da fe (w 1529, 1530, 1550 i 1552). W 1529 „pojednano z Kościołem” 89 penitentów, w 1530 osądzono tylko dwóch alumbrados (z czego jednego spalono), w 1550 spalono 9 osób na 85 skazanych, a w 1552 skazano 83 osoby ale nikogo nie skazano na śmierć.

### Kategorie spraw trybunału w Grenadzie w latach 1560-1700 (według zachowanychrelaciones de causas)
| Kategoria występków (według kwalifikacji inkwizycji) | Liczba oskarżonych |
| ---------------------------------------------------- | ------------------ |
| Kryptojudaizm                                        | 543                |
| Moryskowie                                           | 1342               |
| Protestantyzm                                        | 100                |
| Alumbrados                                           | 0                  |
| Heretyckie opinie (proposiciones)                    | 1519               |
| Bigamia                                              | 169                |
| Solicytacje                                          | 75                 |
| Opozycja wobec inkwizycji                            | 138                |
| Magia                                                | 144                |
| Pozostałe                                            | 127                |
| Suma                                                 | 4157               |
| Egzekucje in persona                                 | 33                 |
| Egzekucje in effigie                                 | 102                |